# SmartFTP
SmartFTP ist ein FTP- und SFTP-Client für Microsoft Windows. Die Software stellt eine grafische Benutzeroberfläche für das File Transfer Protocol dar. Es werden sowohl die gewöhnlichen Client-Server-Verbindungen als auch Server-zu-Server-Transfers über das File Exchange Protocol (FXP) unterstützt.
SmartFTP ist bis zur Versionsnummer v3.0.1016.xx für den nicht kommerziellen Privatgebrauch und zu Bildungszwecken kostenlos – kommerzielle Anwender dürfen das Tool 30 Tage lang testen. Ab Versionsnummer v3.0.1017.x läuft SmartFTP als 30-tägige Testversion.  SmartFTP kann mehrere gleichzeitige Client-Server-Verbindungen (über FTP) und Server-Server-Verbindung (über FXP) verwalten. Außerdem können Verbindungen über SSL und TLS vor unautorisiertem Zugriff geschützt werden.
Die Oberfläche von SmartFTP unterstützt standardmäßig nur die englische Sprache, kann jedoch über eines von 20 separat erhältlichen „Language Packs“ (engl. Sprachpakete) um andere Sprachen erweitert werden, unter anderem auch um Deutsch. Seit Version 4.0 besitzt SmartFTP einen integrierten Texteditor mit Syntax-Hervorhebung für HTML, PHP und andere Programmiersprachen. Ferner verfügt SmartFTP über einen SSH-Terminal, um entfernte Rechner zu steuern, wobei auch das Drucken von Inhalten des SSH-Servers auf dem lokalen Gerät möglich ist.